# النا دنچتچیک
النا دنچتچیک (انگلیسی: Elena Denchtchik؛ زادهٔ ۱۱ نوامبر ۱۹۷۳) بازیکن فوتبال اهل روسیه است.
وی همچنین در تیم ملی فوتبال زنان روسیه بازی کرده‌است.